# Hoplocampa fulvicornis

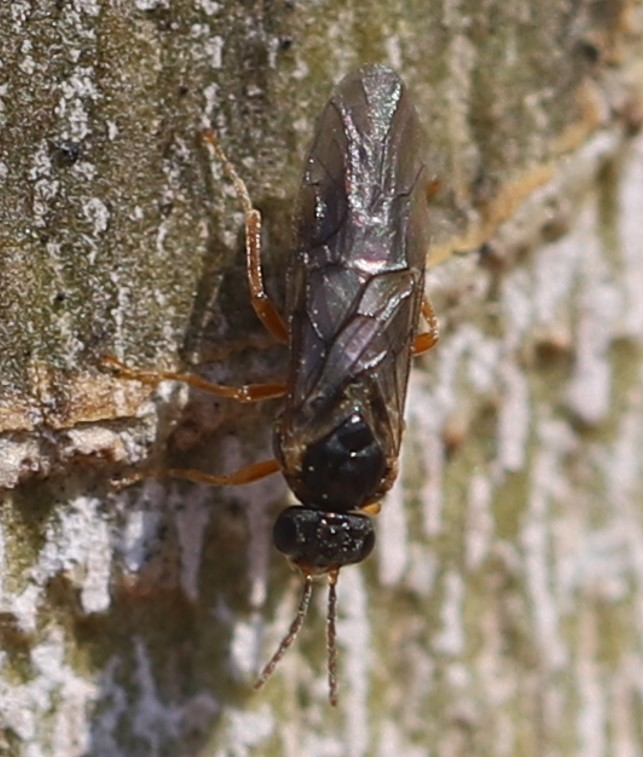
Dorsalansicht

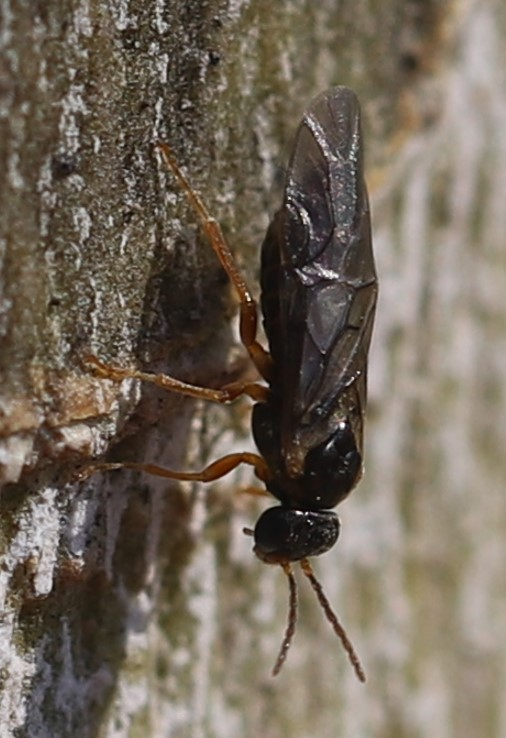
Seitenansicht

Hoplocampa fulvicornis ist eine Blattwespe aus der Unterfamilie Nematinae. Die Art wurde von dem Entomologen Georg Wolfgang Franz Panzer im Jahr 1801 als Tenthredo fulvicornis erstbeschrieben. Das lateinische Art-Epitheton fulvicornis bedeutet „mit rotgelben Hörnern“ und bezieht sich auf die Färbung der beiden basalen Fühlerglieder.

## Merkmale
Die Blattwespen sind 3,5–4 mm lang. Ihr Körper ist fast vollständig schwarz. Lediglich das letzte oder die beiden letzten Abdominalsegmente sind teils rotgelb gefärbt. Die Beine sind vollständig rotgelb. Die beiden basalen Fühlerglieder sind rotgelb gefärbt. Die restlichen Fühlerglieder sind gewöhnlich verdunkelt. Die Vorderflügel weisen gewöhnlich ein einfarbiges Pterostigma auf. In manchen Fällen kann die Basis des Pterostigma leicht verdunkelt sein.

## Verbreitung
Die Art ist in Mittel- und Osteuropa verbreitet und tritt lokal häufig auf. Das Vorkommen reicht von den Britischen Inseln und Frankreich im Westen bis nach Belarus und in die Ukraine im Osten. Im Norden reicht das Verbreitungsgebiet bis nach Dänemark, im Süden bis nach Italien und Kroatien. Die wärmeliebende Blattwespen-Art bevorzugt entsprechende Lebensräume. In Deutschland gilt Hoplocampa fulvicornis als „ungefährdet“.

## Lebensweise
Die Art Hoplocampa fulvicornis nutzt als Wirtspflanzen folgende Vertreter der Gattung Prunus: die Pflaume (Prunus domestica), die Chinesische Pflaume (Prunus salicina) und den Schlehdorn (Prunus spinosa). Die Larven bohren sich in deren unreife Früchte und entwickeln sich darin. Die Verpuppung findet innerhalb der Frucht statt. Die Puppe überwintert in den auf den Boden gefallenen Früchten. Die Imagines erscheinen zeitig im Frühjahr. Die Flugzeit dauert von Mitte März bis Mai. Die adulten Blattwespen besuchen die Blüten der Wirtsbäume, von deren Pollen und Nektar sie sich ernähren.

## Taxonomie
In der Literatur finden sich folgende Synonyme:
- Tenthredo haemorrhoidalis Audinet-Serville, 1823 nec Fabricius, 1781
- Hoplocampa prunicola Benson, 1968
- Tenthredo rutilicornis Klug, 1816
- Hoplocampa rutilicornis (Klug, 1816)